# 120mm迫撃砲 RT

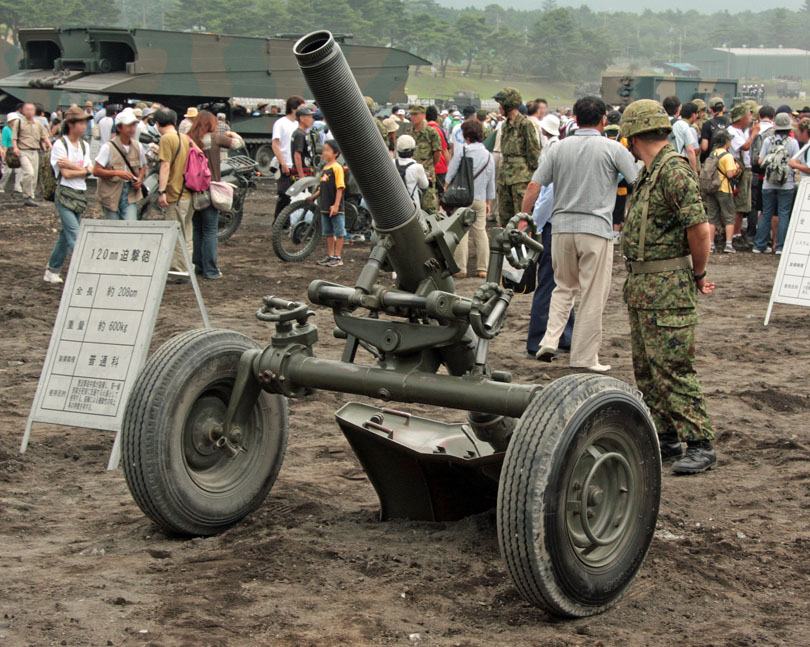
陸上自衛隊の120mm迫撃砲 RT

120mm迫撃砲 RT（120mmはくげきほう RT、フランス語: Mortier 120mm Rayé Tracté Modèle F1,MO-120-RT-61）は、フランス・トムソン-ブラーントが開発した迫撃砲である。口径120mmで、射程約10数kmという従来の軽榴弾砲に匹敵する長射程を備えることで知られている。

## 来歴と設計

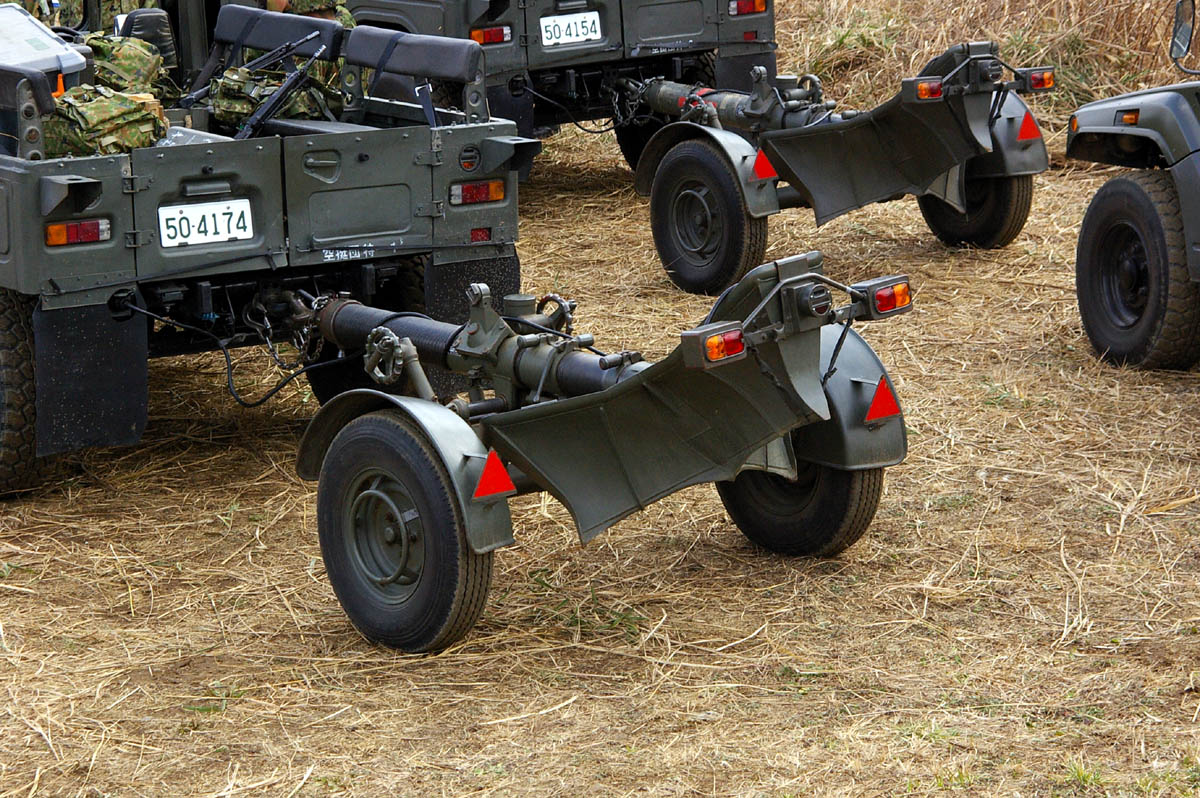
牽引状態の120mm迫撃砲 RT

開発は、トムソン-ブラーントによって行なわれた。なお、同社はタレス・グループとEADSの合弁事業であったが、のちにTDAと改名し、2005年以降はタレス・グループの100パーセント子会社となっている。
従来の107mm迫撃砲と同様にライフル砲身であるが、107mm迫撃砲と異なり牽引用のタイヤを装備しており、移動・展開が容易である。このタイヤは射撃の際に取り外す必要はない。牽引時は専用のフックを砲口に取り付けて使用するが、通常の砲より軽量であるため必ずしも砲兵トラクターを使用する必要はなく、陸上自衛隊では高機動車を改造した「重迫牽引車」、アメリカ海兵隊ではグロウラーITVが使用されている。
砲身後部の撃針は可動式で、切換位置によって射撃方法を選択できる。撃針を突出させておけば墜発式（砲口から装填された砲弾がすぐに発射される）、逆に後退させておけば拉縄式（装填された砲弾は砲身後端にとどまり、砲手が任意のタイミングで撃発用のロープを引っ張り発射させる）となる。

## 採用国

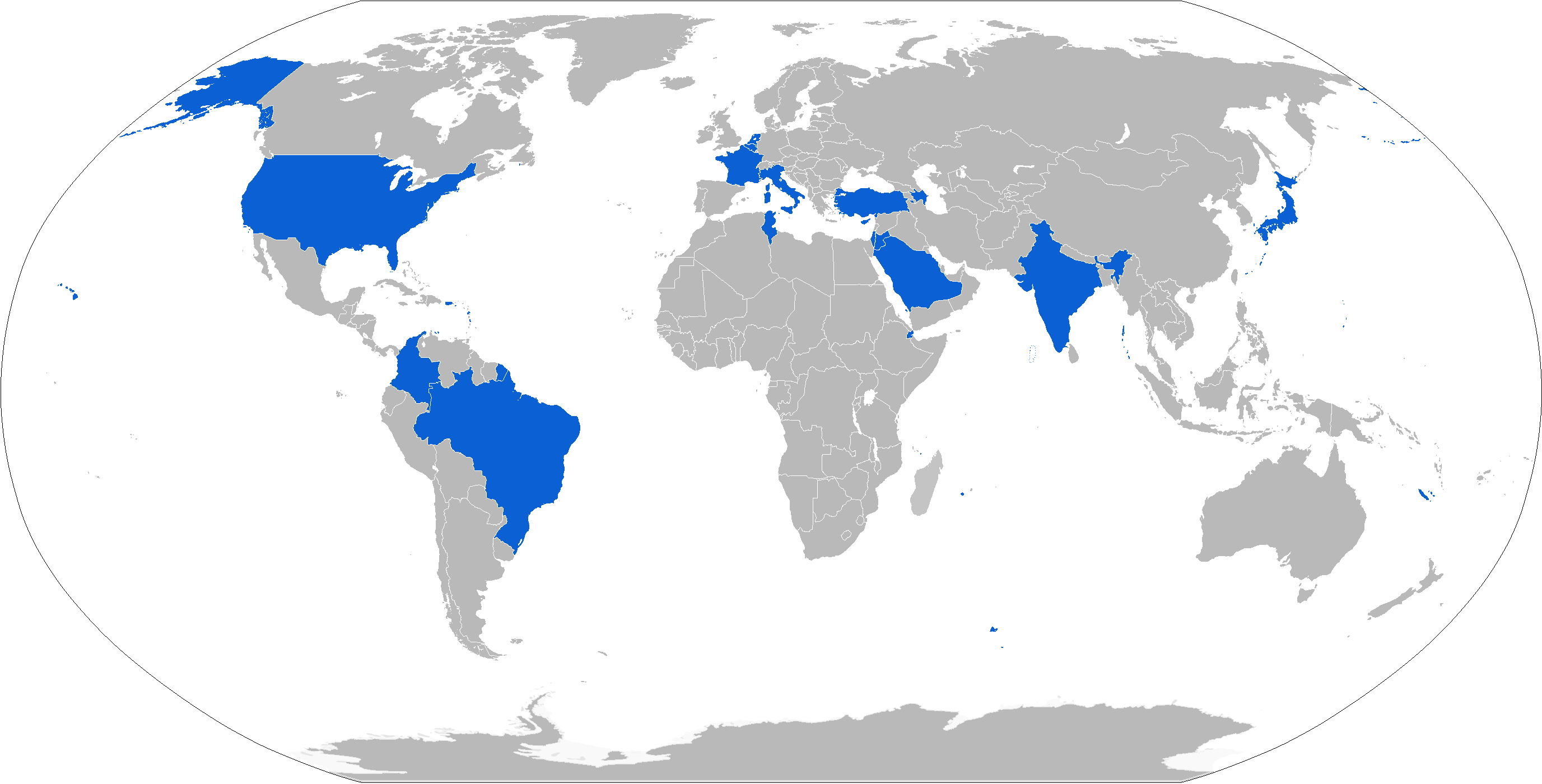

- ベルギー[注釈 1]
- ブラジル
- ジブチ
- コロンビア
- キプロス
- フランス
- イスラエル
- イタリア
- 日本
- ヨルダン
- レバノン[注釈 2]
- オランダ[注釈 3]
- チュニジア
- トルコ
- ウクライナ[4]
- アメリカ合衆国

### フランス

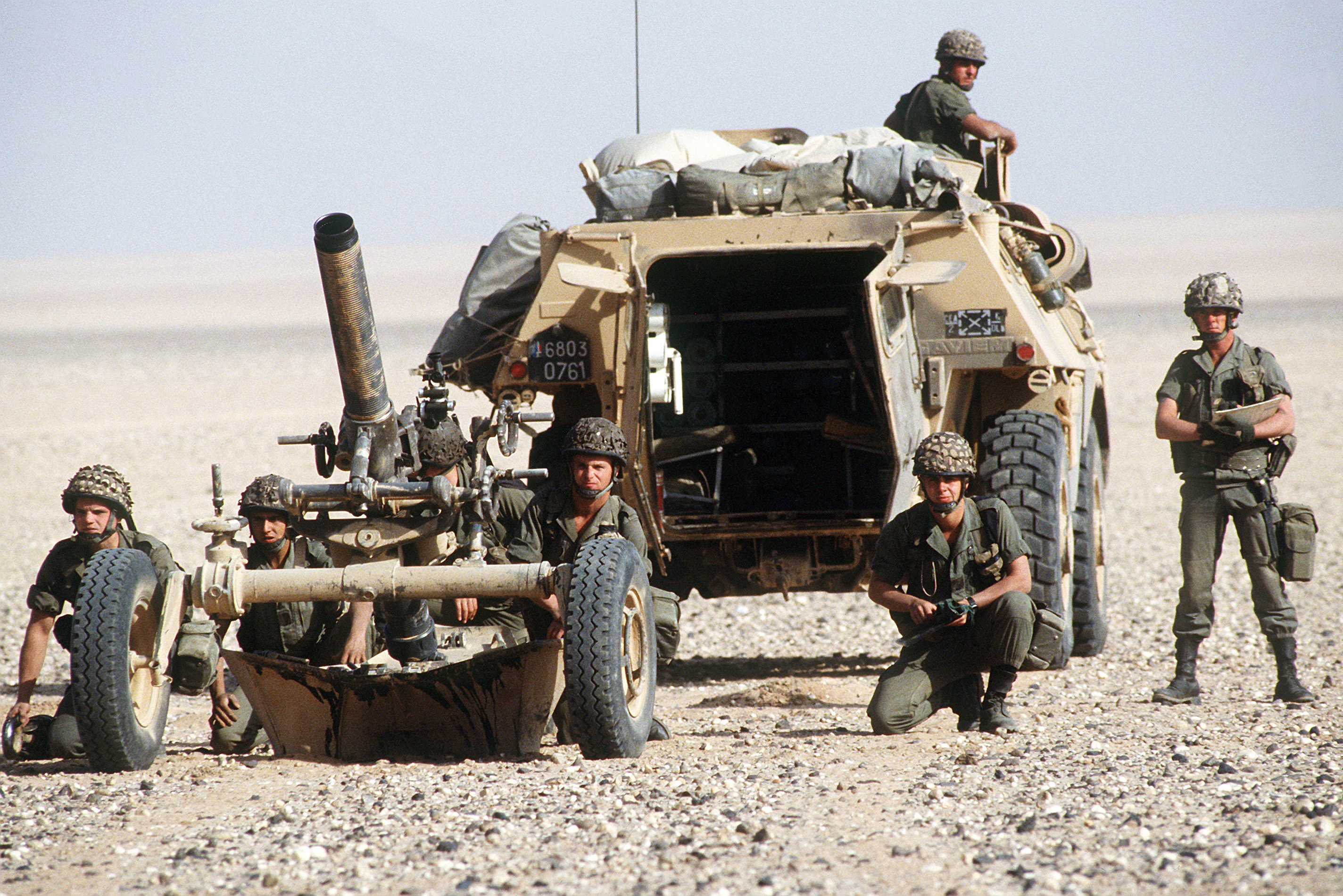
湾岸戦争中のフランス陸軍で運用される120mm迫撃砲 RT。奥にVTM-120牽引車が駐車している。

本砲は、1980年代後半よりフランス陸軍において採用されている。フランス陸軍においては、VAB装甲車から派生したVTM-120（Véhicule Tracte Mortier de 120 mm）牽引車によって牽引されており、1個射撃班は、車両の乗員2名と砲員4名の合計6名より構成される。
平時は砲兵連隊に8門ずつ配置されて、榴弾砲やMLRSを補完しているが、戦時の際は本来の所属である歩兵連隊に配備されて運用される。
2023年時点で、フランス陸軍が132門を保有している。

### アメリカ合衆国

アメリカ海兵隊で運用される120mm迫撃砲RT。手前の砲手が撃発ロープを引っ張って発射している。

アメリカ海兵隊は、HIMARSやM777 155mm榴弾砲を補完する小型・軽量な間接照準火力として本砲に着目し、M327 EFSS（Expeditionary Fire Support System）として本砲を採用して、2009年3月より運用を開始した。ただし実運用ではM327をMV-22Bの機内に収容することが困難だったほか、その牽引車として採用されたグロウラーITVの信頼性不足もあり、2017年には退役の予定が発表された。
また、LAV-Mの後継となる自走迫撃砲としてLAV-EFSSも開発されている。これは、LAVシリーズの車体をベースに、自動装填装置を搭載して発射速度を向上させたXM326 ドラゴンファイア-II迫撃砲を搭載したものである。

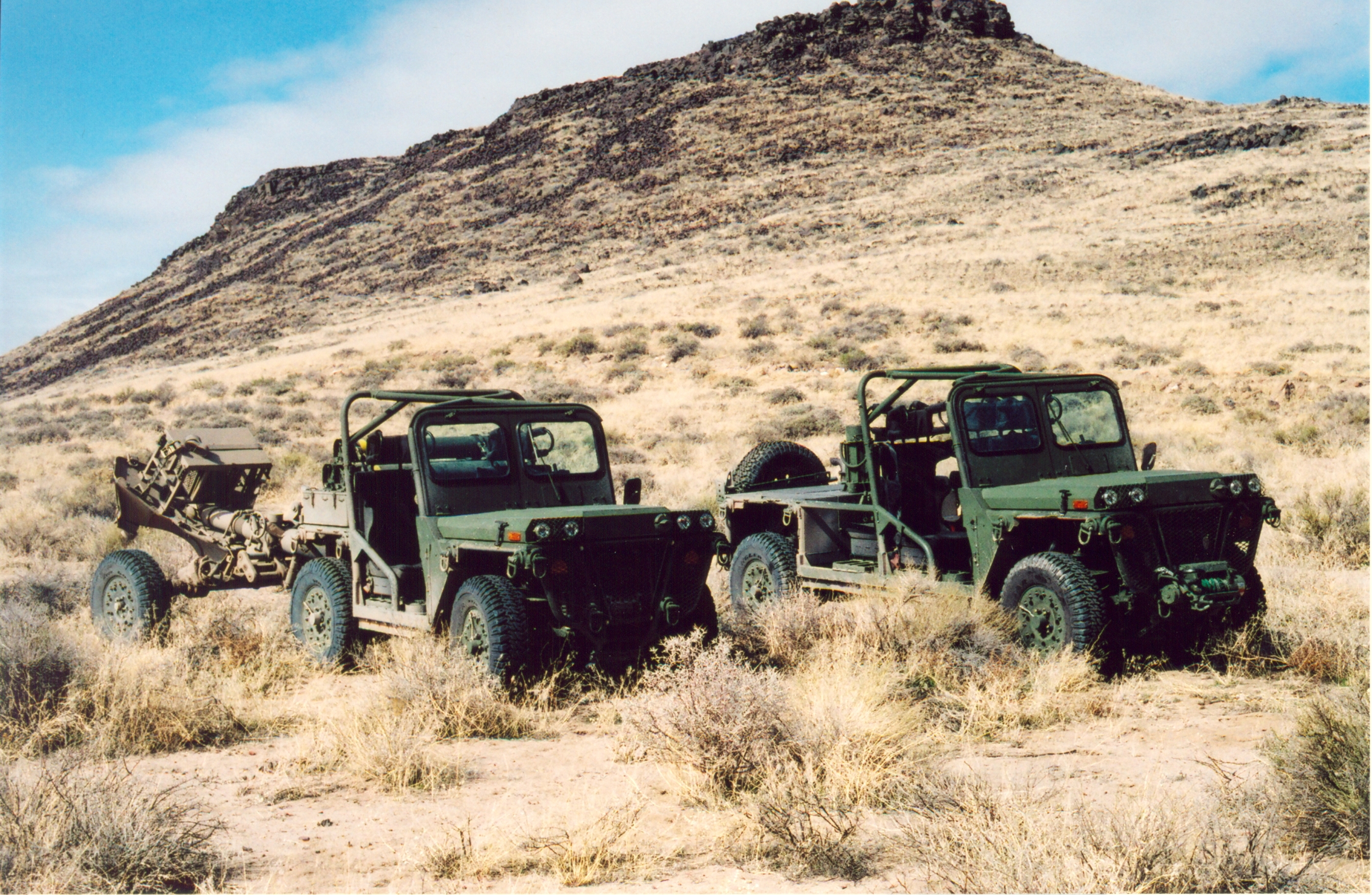
グロウラーITVで牽引されるM327 EFSS
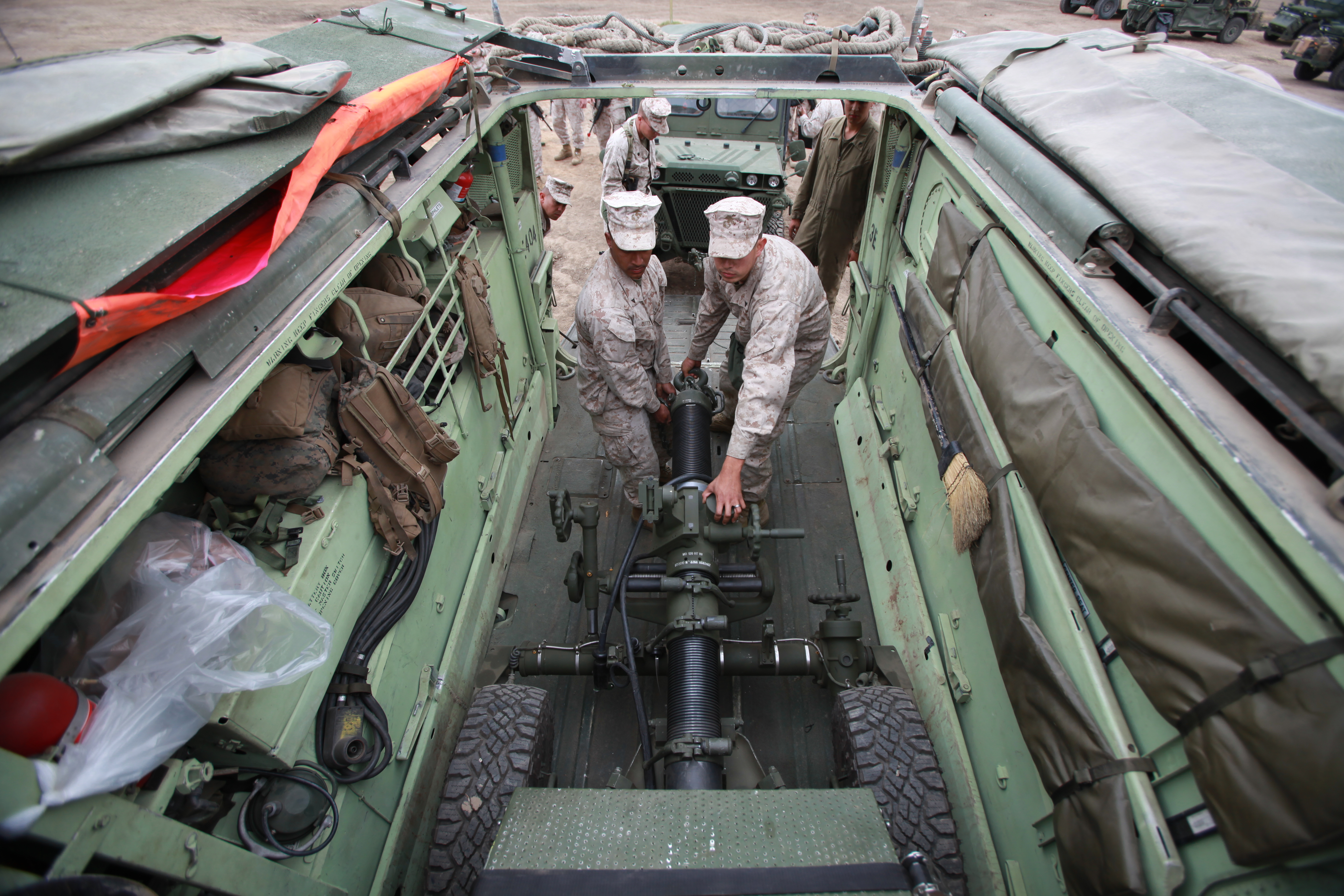
AAV7の車内スペースに積載されたM327 EFSS

### 日本（陸上自衛隊）

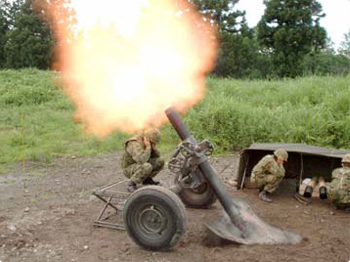
陸上自衛隊で運用される120mm迫撃砲 RT。発砲時の衝撃の強さが窺える。

M2 107mm迫撃砲の後継として1992年（平成4年）度から採用しており、豊和工業がライセンス生産している。現在も調達を続けており、2020年度（令和2年度）は6門調達予定である。調達価格は約3,400万円である。自走型として、96式自走120mm迫撃砲も開発・配備され第7師団第11普通科連隊の重迫撃砲中隊に集中配備されている。
普通科の中では最大の火砲で、師団・旅団の普通科連隊の重迫撃砲中隊、（一部旅団は普通科連隊本部管理中隊重迫撃砲小隊）に配備されているほか、野戦特科部隊でも即応機動連隊の火力支援中隊や水陸機動団特科大隊、またその機動性から第1空挺団特科大隊にも装備されている。牽引車両として高機動車を改造した重迫牽引車を使用する。空輸の際は、CH-47J/JA輸送ヘリコプターにより吊り下げられて空輸される。弾種は榴弾のほか、対軽装甲弾、煙弾、照明弾などがある。
一般公募で付けられた愛称は「ヘヴィモーター」だが、他の装備と同様に愛称は部隊内では使われず、隊員達からは「重迫」「120迫（ひゃくにじゅっぱく）」などと呼ばれている。

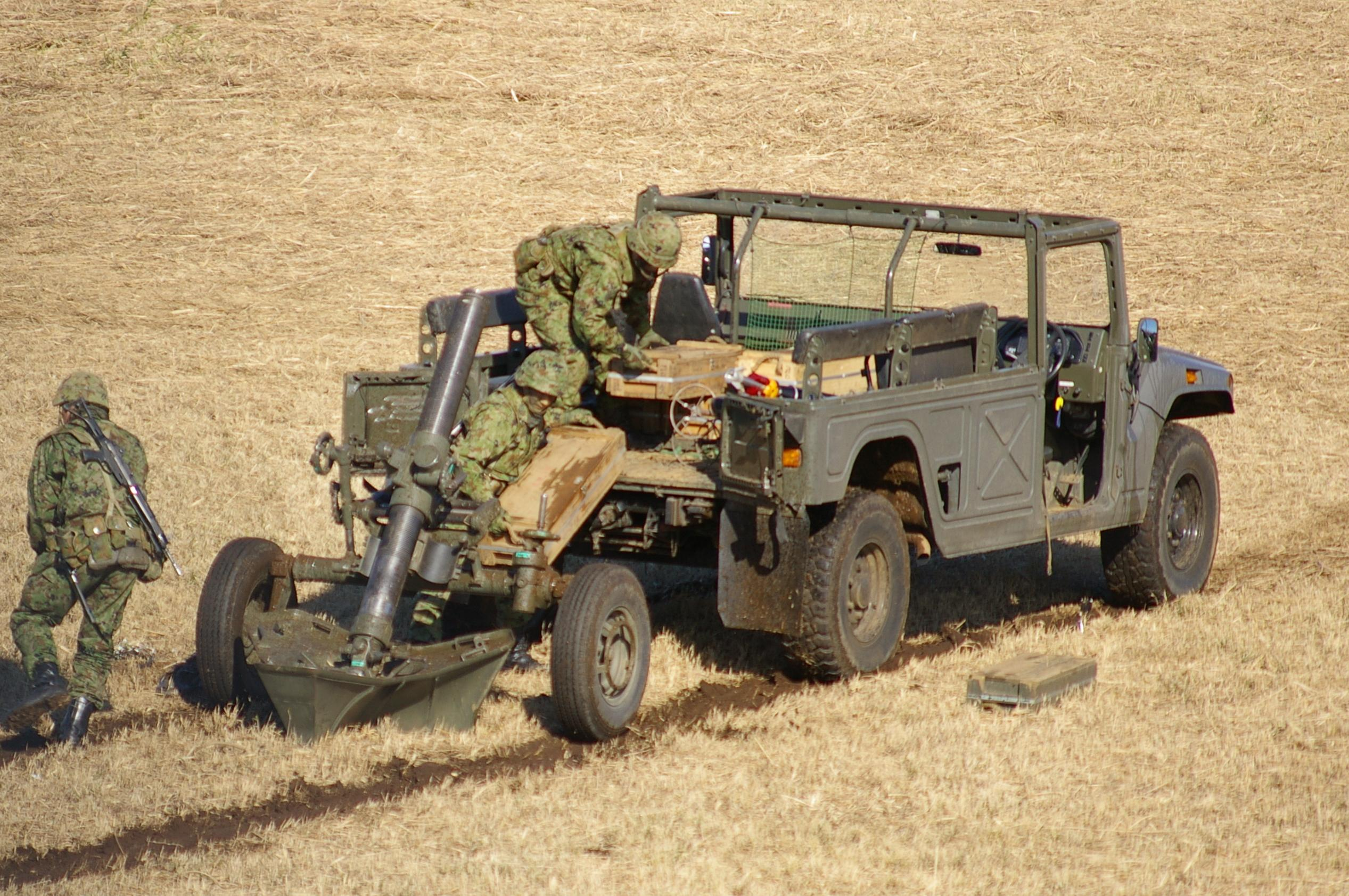
第1空挺団の120mm迫撃砲RT。重迫牽引車で牽引されている。
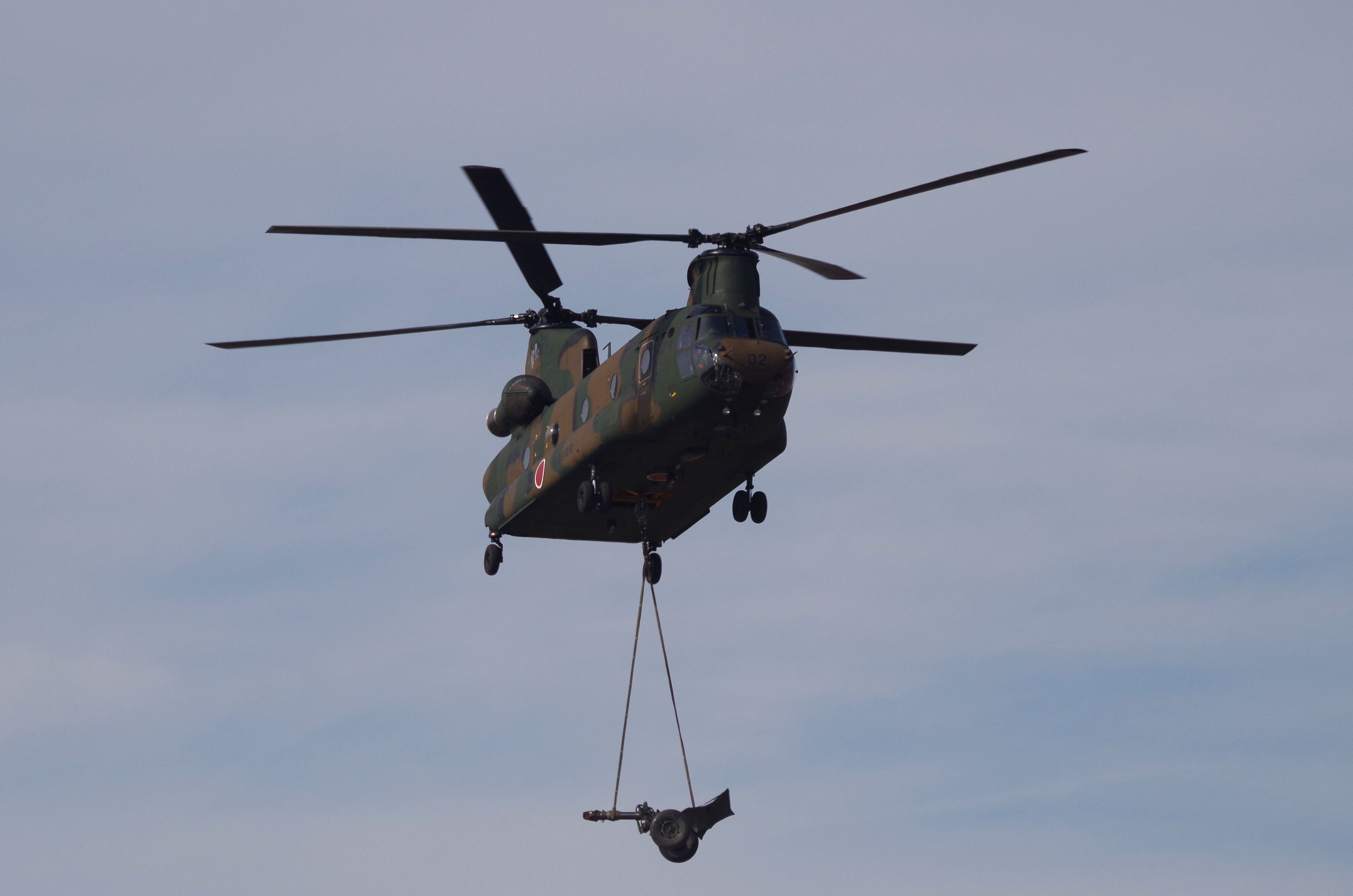
CH-47Jで吊り下げ輸送される120mm迫撃砲 RT
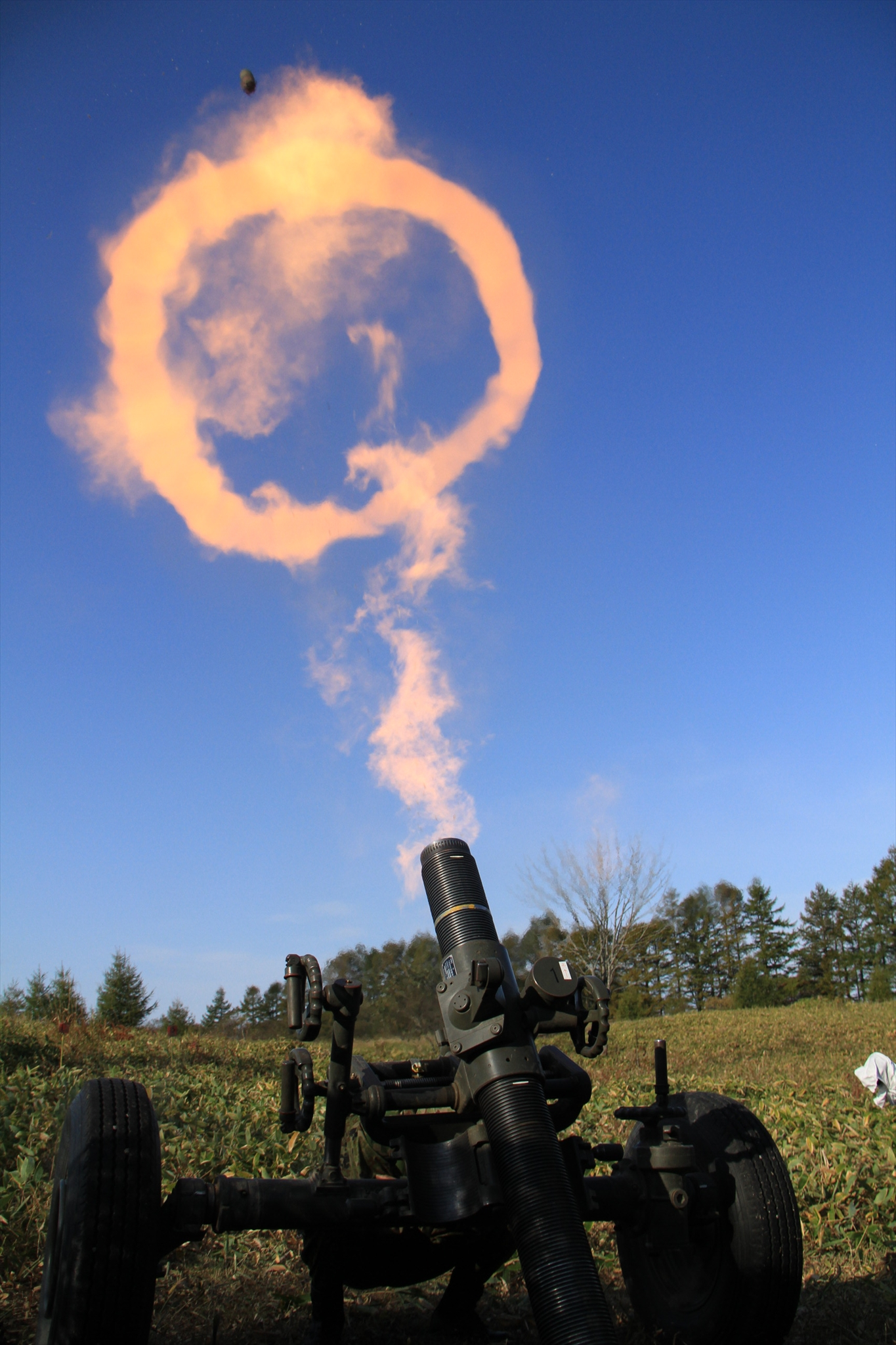
第18普通科連隊の120mm迫撃砲 RT。発砲炎で煌輪が出来ている。

| 予算計上年度         | 調達数 |
| -------------------- | ------ |
| 平成4年度（1992年）  | 47門   |
| 平成5年度（1993年）  | 55門   |
| 平成6年度（1994年）  | 53門   |
| 平成7年度（1995年）  | 52門   |
| 平成8年度（1996年）  | 38門   |
| 平成9年度（1997年）  | 42門   |
| 平成10年度（1998年） | 27門   |
| 平成11年度（1999年） | 27門   |
| 平成12年度（2000年） | 22門   |
| 平成13年度（2001年） | 11門   |
| 平成14年度（2002年） | 11門   |
| 平成15年度（2003年） | 6門    |
| 平成16年度（2004年） | 6門    |
| 平成17年度（2005年） | 6門    |
| 平成18年度（2006年） | 4門    |
| 平成19年度（2007年） | 4門    |
| 平成20年度（2008年） | 4門    |
| 平成21年度（2009年） | 4門    |
| 平成22年度（2010年） | 4門    |
| 平成23年度（2011年） | 1門    |
| 平成24年度（2012年） | 3門    |
| 平成25年度（2013年） | 2門    |
| 平成26年度（2014年） | 1門    |
| 平成27年度（2015年） | 2門    |
| 平成28年度（2016年） | 5門    |
| 平成29年度（2017年） | 6門    |
| 平成30年度（2018年） | 2門    |
| 平成31年度（2019年） | 12門   |
| 令和2年度（2020年）  | 6門    |
| 令和3年度（2021年）  | 11門   |
| 令和4年度（2022年）  | 19門   |
| 令和5年度（2023年）  | 11門   |

## 諸元・性能
諸元
- 種別: 迫撃砲
- 口径: 120 mm (4.7 in)
- 砲身長: 2,080mm
- 重量: 582kg

性能
- 俯仰角: 30-85度
- 旋回角: 左右14度
- 最大射程: 約8,100m（通常弾）, 約13,000m（噴進弾：RAP）
- 発射速度: 通常時6発/分、最大20発/分[12]

砲弾・装薬
- 弾薬: 120mm迫撃砲弾・装薬（NATO標準規格）

弾種は榴弾のほか、対軽装甲弾、煙弾、照明弾などがある。

## 登場作品
小説
『ゲート 自衛隊 彼の地にて、斯く戦えり』
異世界へ派遣された自衛隊の装備として登場。小説・漫画版では迫り来る怪異の群れに対して、アニメ版では新生龍を倒すために使用される。
『日本北朝鮮戦争 自衛隊武装蜂起』
車両に牽引され、総理大臣官邸前に展開する。作中では「一二〇ミリ榴弾砲」と誤記されている。
『日本国召喚』
外伝2巻に登場。重迫牽引車とともにC-2に搭載されるが、C-2と他の火器弾薬ともどもエスペラント王国に墜落する。
漫画版では第3巻に登場し、ロウリア王都ジン・ハークを包囲した陸上自衛隊第7師団が使用。夜襲を仕掛けてきたロウリア兵の頭上に照明弾を発射する。
『覇権交代』
一巻の終盤にて水陸機動団のものが登場。中国人民解放軍に対して使用される。